# Château-Le-Duc
Château-Le-Duc is een kasteelruïne in Ucimont, België. Het betreft overblijfselen van een vroeg middeleeuwse versterkte hoeve, waarschijnlijk gebouwd door voorouders van Godfried van Bouillon. Het bestond uit een dubbele aarden omwalling aan de toegankelijkste zijde van een heuvel, waarop enkele houten barakken stonden en een waterput voorzien was.
Anno 2010 resten nog de waterput en gedeelten van de aarden omwalling.